# 安治川駅
安治川駅（あじかわえき）は、かつて安治川右岸に存在した官設鉄道の駅（廃駅）。大阪府西成郡下福島村（現在の大阪市福島区野田1丁目・同4丁目付近。大阪市中央卸売市場本場の業務管理棟と西棟の間）に所在した。大阪駅から分岐した、安治川支線などと通称される路線（東海道本線の支線として扱われることがあるが、線路名称が定められる前に廃止されている）の終点だった。『大阪圖（明治五年）』に支線と当駅が掲載されている。

## 歴史
1874年5月11日、将来の京都方面への延伸を考慮して、当初案の堂島河畔をやめて西成郡曾根崎村の梅田に開業した大阪駅は、水陸連絡ができない状況下にあった。そこで、翌1875年5月1日、当時の大阪港である安治川左岸の富島町（現・大阪市西区川口2 - 4丁目付近）の対岸へ向けて、大阪駅から分岐する支線とその終点駅である当駅が開業した。当時の大阪駅との距離は1マイル60チェーン（約2.82キロメートル）。旅客輸送も実施した。
1877年11月16日、大阪駅の南西から曽根崎川までを結ぶ梅田入堀川が竣工し、同年12月1日に支線および当駅は廃止された（理由としては海運貨物の受け入れ駅として当駅付近の水深が浅くなり、大型船が入れなくなったからとも）。
鉄道路線が廃止されたのは日本初。駅の廃止は同年2月6日の大宮通仮停車場、9月1日の田町仮停車場（いずれも臨時駅）の例があるが、正式な駅としては初めての廃止である。
- 1875年（明治8年）5月1日 - 開設[2]。
- 1877年（明治10年）12月1日 - 廃止[2]。

当駅廃止の翌年、1878年には曽根崎川から堂島川までを結ぶ堂島掘割が、堂島の大阪駅当初候補地（現・NTTテレパーク堂島）の東縁に竣工した。1928年12月1日の梅田貨物駅開業の2年後、1930年には梅田入堀川が北へ延長開削されている。

## 隣の駅
工部省鉄道局（国有鉄道）
大阪駅 - 安治川駅